# Vispa

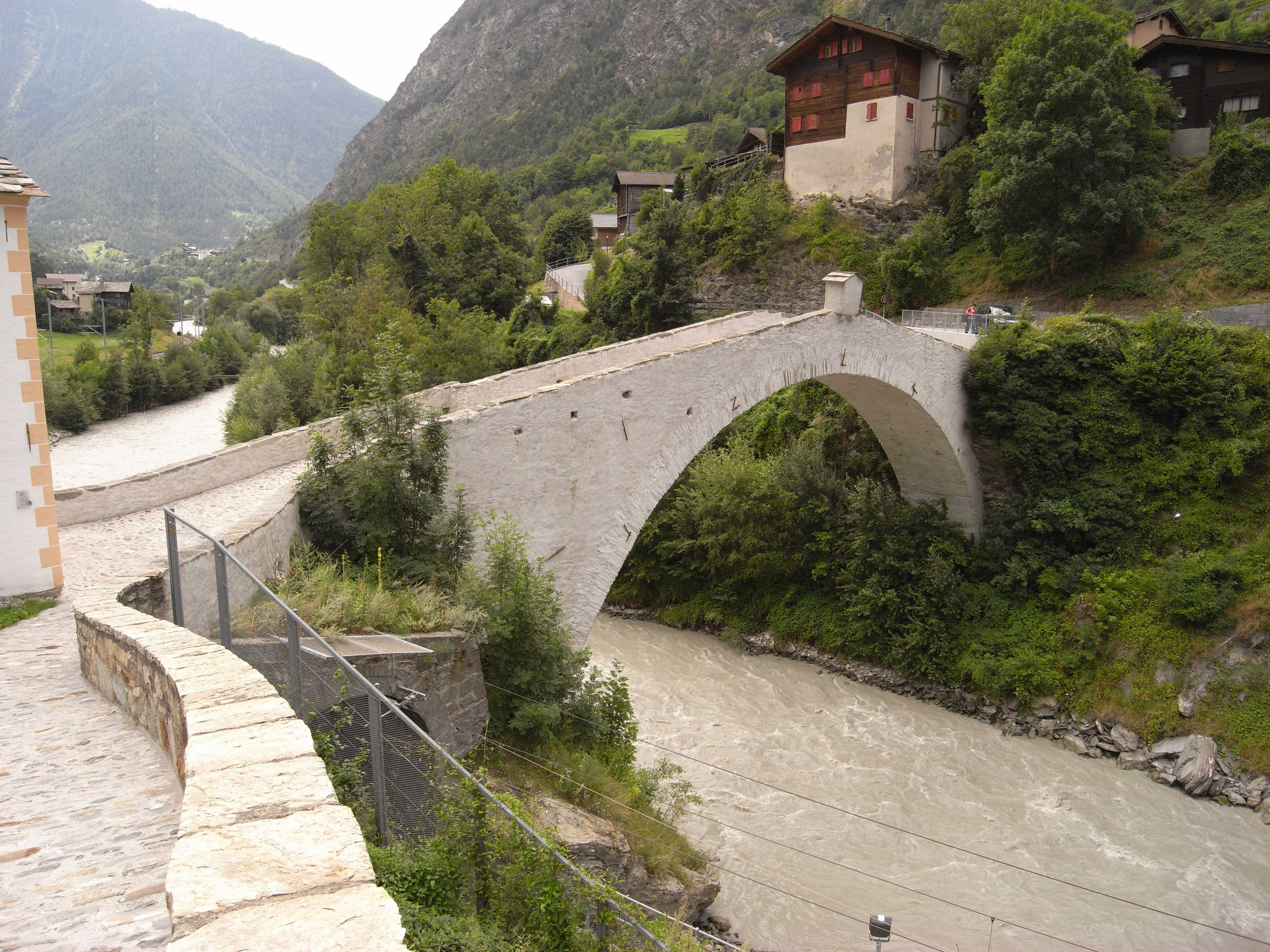
De Ritibrücke over de Vispa in Neubrück

De Vispa is een rivier in het kanton Wallis in Zwitserland. 
Het stroomgebied van de Vispa heeft een oppervlakte van 796,11 km² en komt overeen met het Vispertal, gelegen ten zuiden van Visp. De Vispa ontstaat bij de samenvloeiing bij Stalden van de Saaser Vispa uit het Saastal en de Matter Vispa uit het Mattertal, op dat punt op 724 m boven zeeniveau. Na 8,4 kilometer mondt de Vispa uit in de Rhône in Baltschieder bij Visp op een hoogte van 643 m boven zeeniveau. Het verhang van de rivier is derhalve 9,6 m/km. Het gemiddelde over het jaar heen van het debiet van de rivier is 23 m³/s.
De rivier stroomt in stroomafwaartse volgorde door Stalden, vormt daar ook een deel van de gemeentegrens met Staldenried, is vervolgens de gemeentegrens tussen Visperterminen en Zeneggen, stroomt dan door Visp en finaal door Baltschieder.
In Visp stroomt de rivier door het stadscentrum en wordt onder meer overbrugd door de spoorlijn Lausanne - Brig direct ten westen van het spoorwegstation en de Nationalstrasse 9 (N9) die door de Rhônevallei loopt en in Visp dwars door het stadscentrum voert. Voor de aanleg van de autosnelweg A9 (E62) waar het centrum van Visp met een zuidelijke omleiding wordt ontzien, is tussen de Vispertunnel onder de bergflanken van de Goldbiel op de linkeroever van de Vispa en de Eyholztunnel onder de bergflanken van de Gibidum op de rechteroever van de Vispa de Staldbachbrücken gebouwd, twee betonnen bruggen voor de geleiding van de twee autosnelwegbanen. Men hoopt de Vispertunnel en het Staldbachviaduct tegen 2030 in gebruik te kunnen nemen.
In het uiterste noorden van de gemeente Stalden ligt tussen de dorpskern van Neubrück en het gehucht Riti de Ritibrücke, die aldaar de Vispa overspant. Het is een stenen boogbrug voor voetgangers uit de zestiende eeuw, gebouwd in 1599 door bouwmeester Hans Pinella. Centraal op de gebogen brug is op een van de stenen relingen een schrijn gemetseld. Voor het autoverkeer is 35 m stroomafwaarts een nieuwe brug gelegd.
Direct ten zuiden van de kern van Stalden Dorfmark ligt de Chibrigga, Kinnbrücke of Kinbrücke over de Matter Vispa. 
Ook dit is een stenen boogbrug voor voetgangers uit de zestiende eeuw. De brug gebouwd door bouwmeester Ulrich Ruffiner van 1544 tot 1545 is als monument beschermd. De Kinbrücke werd opgenomen in de Zwitserse inventaris van cultureel erfgoed van nationaal en regionaal belang.
Het smalspoor van de spoorlijn Visp - Zermatt ligt grotendeels direct naast de rivierbedding van de Vispa, van vlak bij het station van Visp aan de rechteroever tot de spoorlijn de rivier oversteekt ter hoogte van Ackersand, een gehucht in de gemeente Stalden gelegen tussen Neubrück en Stalden Dorfmark. Van daar verwijdert de spoorlijn zich van de rivierbedding om het centrum van Stalden te bereiken en vandaar het Mattertal in te trekken, slingerend langs en over de bedding van de Matter Vispa.
- Virtual International Authority File: 241475241
- WorldCat: E39PBJwHdB7RkjPt49PCxvCCwC